# Mirando City
Mirando City es un lugar designado por el censo ubicado en el condado de Webb en el estado estadounidense de Texas. En el Censo de 2010 tenía una población de 375 habitantes y una densidad poblacional de 455,31 personas por km².

## Geografía
Mirando City se encuentra ubicado en las coordenadas 27°26′24″N 99°0′2″O / 27.44000, -99.00056. Según la Oficina del Censo de los Estados Unidos, Mirando City tiene una superficie total de 0.82 km², de la cual 0.82 km² corresponden a tierra firme y (0%) 0 km² es agua.

## Demografía
Según el censo de 2010, había 375 personas residiendo en Mirando City. La densidad de población era de 455,31 hab./km². De los 375 habitantes, Mirando City estaba compuesto por el 90.67% blancos, el 1.07% eran afroamericanos, el 0.27% eran amerindios, el 0% eran asiáticos, el 0% eran isleños del Pacífico, el 7.47% eran de otras razas y el 0.53% pertenecían a dos o más razas. Del total de la población el 95.2% eran hispanos o latinos de cualquier raza.

## Educación
El Distrito Escolar Independiente de Webb Consolidated sirve Mirando City.